# Осіпов Андрій Олексійович
Андрій Олексійович Осіпов (нар. 11 квітня 1977, місто Зеленоборськ,  ХМАО, Тюменська область, РРФСР) —  продюсер, письменник, громадський діяч, правозахисник, експерт з місцевого самоврядування, голова Ради з державної підтримки кінематографії, член Національної спілки кінематографістів України, Голова Державного агентства України з питань кіно. 

## Життєпис
У 1994 році закінчив Зеленоборську середню школу.
У вересні 1997 року вступив на юридичний факультет Волинського державного університету імені Лесі Українки, який закінчив у 2002 році з відзнакою.
З вересня 1997 року по листопад 2015 року проживав у місті Луцьк Волинської області.
30 жовтня 2003 року — одержав свідоцтво про право на зайняття адвокатською діяльністю та набув статусу адвоката.
З листопада 2003 року — член Волинської обласної колегії адвокатів.
За даними журналу «Український юрист» за березень 2006 року визнаний одним з найвідоміших юристів Волинського краю.
З березня 2006 по червень 2009 рр. — член Волинської кваліфікаційно-дисциплінарної комісії адвокатури.

### Депутатська діяльність
На місцевих виборах 2010 року обраний депутатом Луцької міської ради VI скликання. Заступник голови постійної комісії міської ради з питань дотримання прав людини, законності, боротьби зі злочинністю, депутатської діяльності, етики та регламенту.

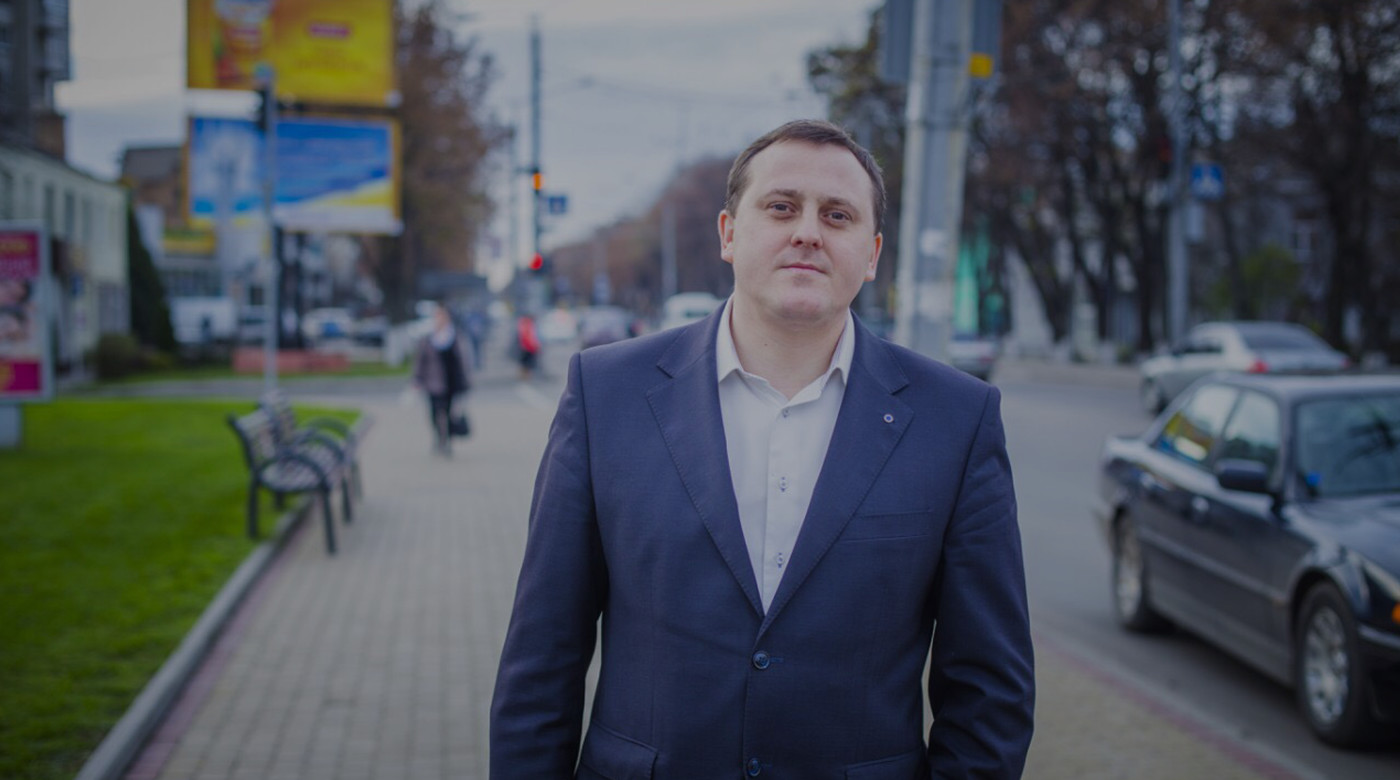

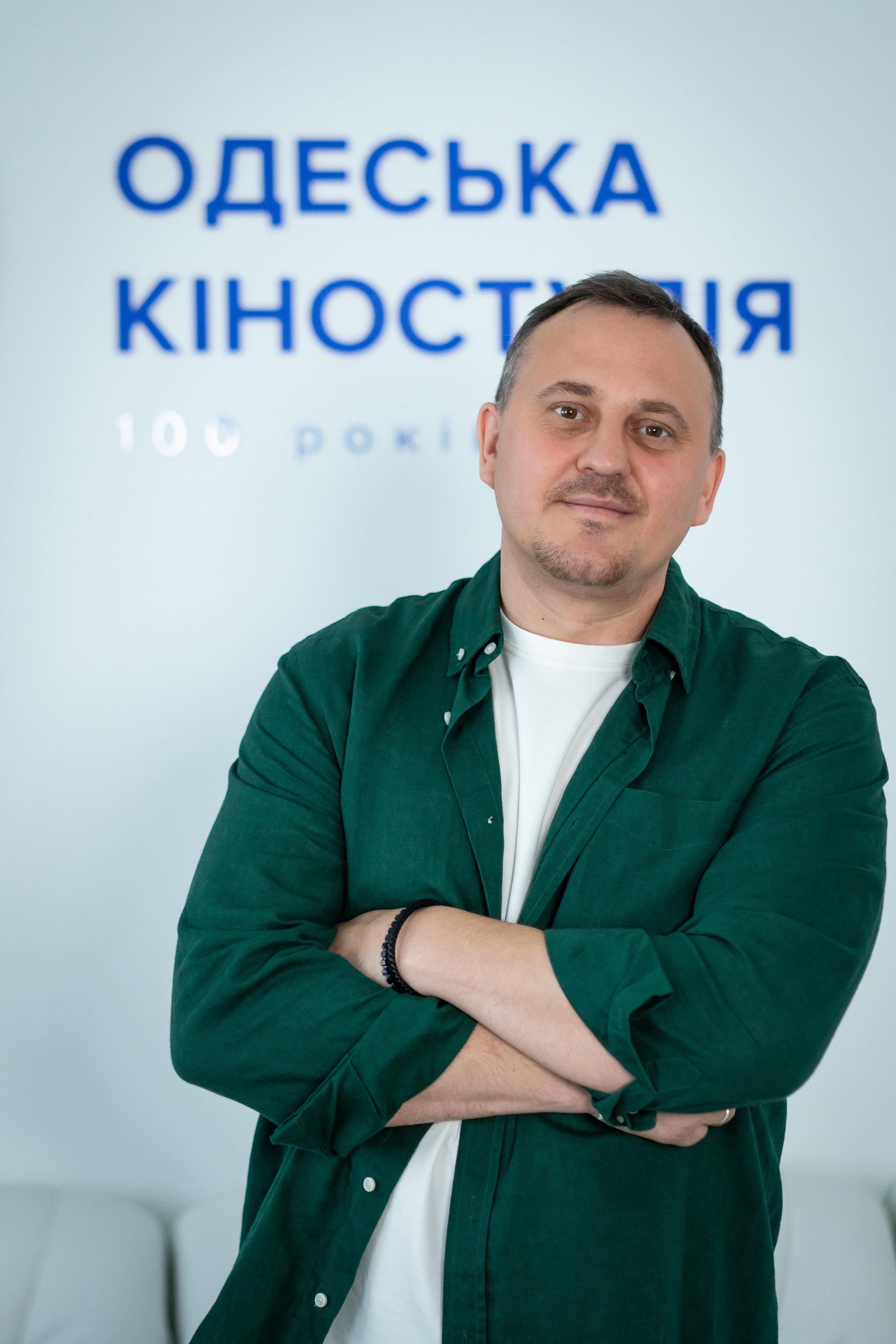

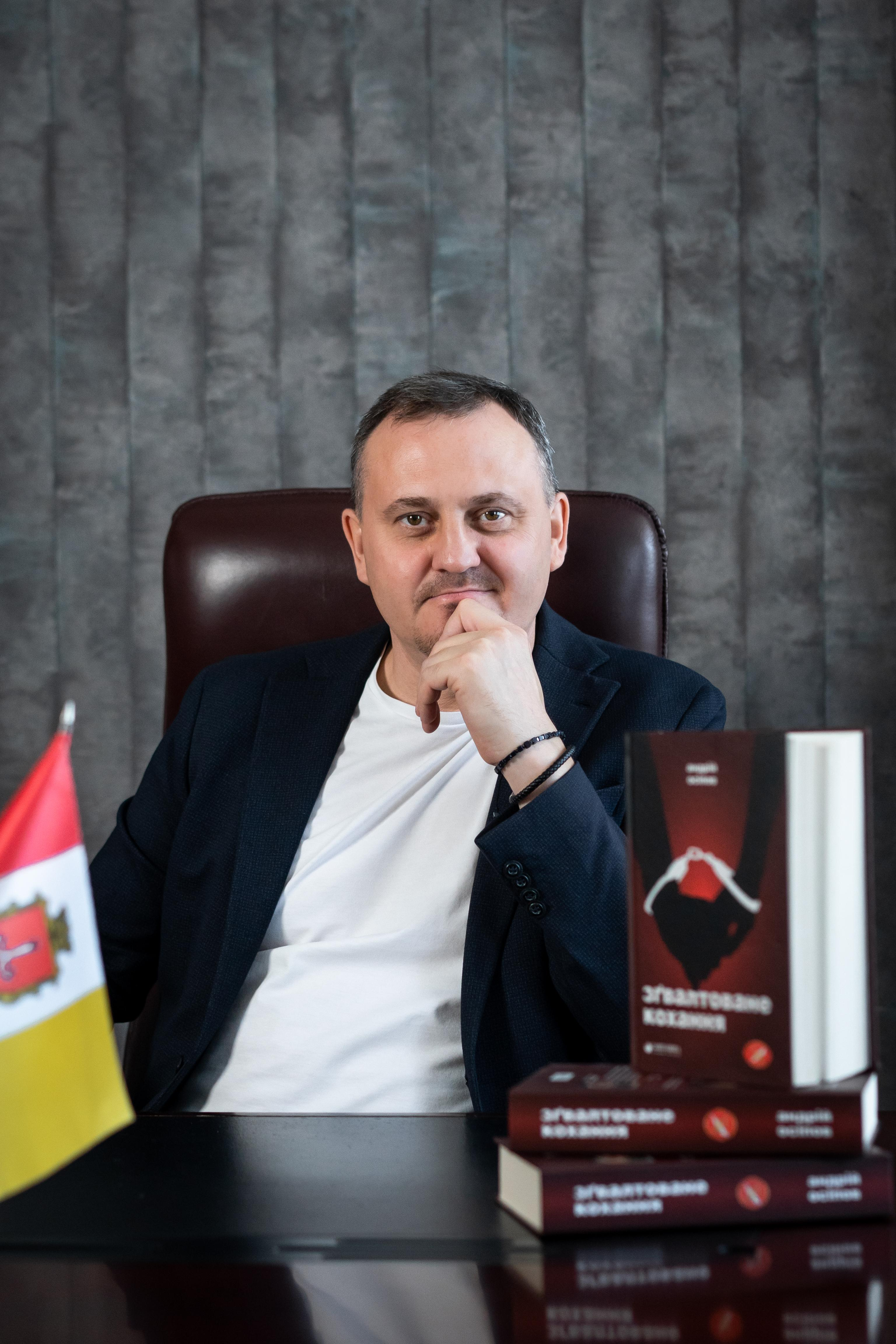

З листопада 2010 по листопад 2015 рр. — депутат Луцької міської ради. До лютого 2013 року заступник голови фракції ВО «Батьківщина» в Луцькій міській раді. З лютого 2013 по жовтень 2015 рр. — позафракційний депутат. З березня 2015 по 28 жовтня 2015 рр. — очолював депутатську групу «Новий Луцьк».
Фракція політичної партії «Сила людей».
Автор початкової редакції регламенту Луцької міської ради, а також автор понад 80 проектів рішень, в т.ч. щодо бюджетних відносин місцевої ради, захисту прав громади, безпеки в навчальних закладах, свободи совісті та віросповідання, розвитку закладів освіти, подолання недостатності місць в ДНЗ, запровадження електронної черги в дитячі садочки та інших.
З вересня 2012 року працює експертом Інституту Політичної Освіти.
З грудня 2012 року стає координатором Громадського Руху «До майбутнього з освітою».[джерело?]
З 19 січня 2013 року співзасновник і учасник громадсько-політичного руху «Сила Людей». З серпня 2014 року член політичної партії «Сила Людей».
З січня по лютий 2013 р. учасник програми обмінів законодавчої гілки влади США за фінансування Конгресу США «Відкритий світ» (Open World).
З лютого 2013 року — експерт Міжнародного республіканського інституту (International Republican Institute).
З квітня 2013 року — голова ГО «Луцькі дороги».
З квітня 2013 року — співзасновник і голова Спостережної ради Фонду «Ефективне суспільство».[джерело?]
З грудня 2013 по лютий 2014 рр. — учасник Революції Гідності, керівник юридичної служби ВО «Майдан» у Волинській області.[джерело?]
2014 — на виборах до Верховної Ради — кандидат в народні депутати від партії «Сила людей», № 17 у виборчому списку. На час виборів: адвокат, член Політичної партії «Сила людей», проживає в місті Луцьку.
З січня 2017 року є керівником Приватного акціонерного товариства "Одеська кіностудія".
В червні–жовтні 2018 р. — учасник ТОП-100 Національного телепроєкту «Нові лідери [Архівовано 22 березня 2019 у Wayback Machine.]».
З червня 2018 року член журі Міжнародного літературного конкурсу романів, кіносценаріїв, п`ес, пісенної лірики та творів для дітей Коронація слова.
З листопада 2019 року член Національної спілки кінематографістів України.[джерело?]
З серпня 2022 року експерт комісії з надання грантів Президента України молодим діячам у галузі кінематографії
З серпня 2022 року член Всесвітнього клубу одеситів.[джерело?]
З січня 2023 року експерт Агенції відновлення та розвитку, керівник програми "Прозорий та ефективний процес відновлення та розвитку України на місцевому рівні" (за підтримки Антикорупційної ініцітиви ЄС).
З липня 2023 року я член робочої групи з розробки Стратегії комплексного повоєнного відновлення та розвитку Одеської області (розпорядження Голови Одеської обласної державної (військової) адміністрації від 14.07.2023р. №476/А-2023).
З грудня 2023 року експерт Українського культурного фонду.[джерело?]
З січня 2024 року  спільно з Андрієм Халпахчі, Андрієм Ногіним, Олегом Яцурою, Андрієм Різолем заснував Український національний кінофестиваль "Кіно заради Перемоги" (Ukrainian National Film Festival Cinema for Victory), член Оргкомітету кінофестивалю (Cinema for Victory), що проводиться за підтримки Президента України та за ініціативою Державного агентства України з питань кіно.
З квітня 2024 року обраний експертом Комітету НААУ з гуманітарних питань та творчих ініціатив.[джерело?]

### Голова Державного агентства України з питань кіно
30 травня 2025 року Кабінет міністрів України призначив Андрія Осіпова головою Державного агентства України з питань кіно.

## Продюсерська діяльність
- "Згасаюче світло" (реж. Іван Орленко), номінований на здобуття української національної кінопремії «Золота дзиґа».
- Альманах фільмів конкурсу короткометражних проектів ім. Кіри Муратової "Короткі зустрічі".
- "Дисидент" (реж. Станіслав Гуренко), спецвідзнака журі Туринського кінофестивалю.
- «Дві правди» (реж. Енвер Пушка).
- «Нереальний КОПець» (реж. Олександр Бєляк), ZIFF’21 Honorable Mention.
- "Війський кутюр’є" (реж. Бата Недич).
- "Край ріки" (реж. Васіл Барков). Onyko Film Awards, Best Ukrainian Feature Film.
- "Помидорчик" (реж. Надія Шмельова), International Film Festival "Cinema and You"ʼ21- Honorable Mention
- «Чому я живий» (реж.Новак Віллен Захарович), номінований на здобуття української національної кінопремії «Золота дзиґа» (за найкращу чоловічу роль, актор Віктор Жданов), Одеський міжнародний кінофестиваль, у рамках показу Українських Гала-Прем’єр; International Film Festival «Cinema and You» (Україна, Маріуполь August 10, 2021) Award Winner; Monthly Future Of Film Awards (Північна Македонія, Охрид, April 15, 2021) Award Winner; Міжнародний кіно- та телефестиваль "Слов'янська казка" (Болгарія, Софія) - краща режисерська робота; Міжнародний фестиваль фільмів і телерадіопрограм для дітей та юнацтва «Золоте курча» - Гран-прі (Україна, Київ); Europe Film Festival U.K. (EFFUK) (Великобританія, Лондон, November 30, 2021) Award Winner; CULT VALLEY GLOBAL CINEFEST (Індія, Колката, December 16, 2021) Award Winner; Prague International Film Awards (Чехія, Прага, April 3, 2022) Award Winner; International Filmmaker Festival of  New York (США, Нью-Йорк, April 4, 2022) Award Winner – Best Feature Film, Viktor Zhdanov – Best actor for Feature Film; ANATOLIAN FILM AWARDS (Туреччина, Анатолія, April 30, 2022) Award Winner; Silk Road Film Awards Cannes (Франція, Канни, May 1, 2022) Award Winner; Hollywood Gold Awards (США, Лос-Анжелес, May 5, 2022) Award Winner; Paris Film Awards (Франція, Париж, May 5, 2022) Honorable Mention; High Tatras Film & Video Festival (Словаччина, Високі Татри, May 26, 2022) Award Winner; Sunset Film Festival Los Angeles official selection; ANATOLIAN FILM AWARDS (Туреччина) Квітень, 2022 Лауреат премії «Найкраща драма»; Carpathian Mountain International Film Festival (Україна) Серпень, 2022, Офіційна селекція у категорії «Художній фільм»; DYTIATKO International Children’s Media Festival (Україна) Лютий, 2022, Почесна відзнака журі у категорії «Найкращий художній фільм для дітей»; Life Fest Film Festival, 2022 - офіційна селекція; Ibadan International Film Festival, серпень 2023 – офіційна селекція
- «Фортеця Хаджибей» (реж. Костянтин Коновалов),International World Film Awards, березень 2022 – офіційна селекція, Best Istanbul Film Festival ʼ21- Award Winner; Halicarnassus Film Festival ʼ21- Award Winner; Colortape International Film Festival ʼ21 - Selected; EUROPE INDEPENDENT MOVIE FESTIVAL ʼ21 - Selected; Budapest Film Festival ʼ21 - Best Feature Film; Київський міжнародний кінофестиваль КІНОЛІТОПИСʼ21 - Відзнака “За найкращу українську та міжнародну копродукцію”; International Film Festival "Cinema and You" ʼ21 - Honorable Mention.
- "Іванова, 45" (реж. Бата Недич)
- «Тарас. Повернення» (реж. Олександр Денисенко), Всеукраїнський конкурс літературних сценаріїв художніх фільмов про Тараса Шевченка до 200-ліття від дня народження поета’12- Кращій літературний сценарій; Міжнародний кінофестиваль «Бруківка»’19- Найкращій повнометражний фільм; Найкращий актор; Найкраща акторка; Найкращий оператор; Міжнародний кінофестиваль «Буковина»’19- Найкращий повнометражний фільм; Найкращий оператор; Міжнародний кінофестиваль «Місто мрії» ’19- Найкращій повнометражний фільм.
- «Остання карта» (реж. Олексій Хорошенький)
- «Movie Up» (реж. Сергій Рахманін), Гран-прі на конкурсі "Одного разу в Одесі".
- «Таємниця старого хронографа» (реж. Ігор Козлов-Петровський)
- «Дякую [Архівовано 27 листопада 2018 у Wayback Machine.]» (реж. Олег Карпенко)
- "Зрадник" (реж. Марк Хаммонд)
- "Червоний" (реж. Заза Буадзе), «Золота дзиґа» – Найкращий дизайн костюмів; Трускавецький МКФ «Корона Карпат» - Приз за Найкращу чоловічу роль.
- «Червоний. Без лінії фронту» (реж. Заза Буадзе, Тарас Ткаченко)
- "Одеський пантеон" (реж. Ігор Козлов-Петровський)
- "Антон і червона хімера" (реж. Заза Урушадзе), Toronto Jewish Film Festival; Jerusalem Film Festival; Jerusalem Jewish Film Festival’19; PÖFF; Boca Raton Jewish Film Festival; Jerusalem Cinematheque – Israel Film Archive; JLM BRJFF Fall Film Festival; Jewish International Film Festival | Milk Bar; AIFF - Arlington International Film Festival; Golden Globes; JIFF - Lido Cinemas Jewish International Film Festival (Australia) ’21; Toronto Jewish Film Festival Fall Edition’20.
- «Гешев» (реж. Васіл Барков, Україна-Болгарія)
- "Вдалині від берега" / «Вовки на борту [Архівовано 27 листопада 2018 у Wayback Machine.]» (реж. Kostadin Bonev, Україна-Болгарія), Varna ’18, Bulgaria - Special Award of Varna; Municipality Sochi ’18 – Russian Press Award; Cabo Verde ’19 IFF – The Parda Award Nominated; Jaipur ’19, India – Golden Camel Nominated; Iran’19 – Festival of Festivals Selected; Richmond ’19, USA - Best Director Award; Valencia ’19 Fusion Film Festival, Spain– Best Supporting Actor Winner; Prague ’19 Independent Film Festival, Czech Republic – Best Director, Best Cinematography; Kosovo ’19 Film Festival – Special Award of the Festival “The Goddess on the Throne”; Maracay IFF ’20, Venezuela – Best Drama Feature; Salto Independent Film Festival FECIS’20 – Best Feature Film; Burgos South Cinematographic Academy ’20, Chile – Best Drama Feature, Best Original Score; Madrid IFF ’20 – Best Film Winner; Antwerp IFF ’20 - Best Supporting Actor; Paris IFF ’21 – Best Feature Film; Arvica Sweden IFF ’21 - Best Feature Film; Munich Continental IFF ’21 – Best Director; Global Nonviolent FF ’21 – Best Feature Film; London Gold Movie Awards ’21 – Best Actor; Brno Film Festival, Czech Republic ’21 – Best Drama Winner.
- Чорний ворон (реж. Тарас Ткаченко)
- Полум’яна ріка (реж. Дмитро Косигін), Anatolia International Film Festival ʼ20 – Best drama; Eastern Europe Film Festival ʼ20 – Best film; Sweden film awards ʼ20 – finalist; Vesuvius International film festival (Italy) ʼ20 – finalist; Paris International Film Festival ʼ20– Honorable Mention; Port Blair International Film Festival (India) ʼ20 – Best film, Best director, Best actor; Cinerama BC ʼ20 – official selection; Kaaryat International Film Festival ʼ20 – official selection; Bucovina International Film Festival ʼ20– official selection; Roma Independent Prisma Awards ʼ20– official selection.
- "Сміятися знову" (реж. Д. Замрій, фільм виробництва Odesa Film Production). PTAKH - Ukraine International Film Festival in UK, січень 2023 – офіційна селекція; Ukrainian Dream Film Festival, лютий 2023 - офіційна селекція; Dispatches of War, березень 2023 - Лауреат премії Best Media Drama

## Трудова діяльність
- З липня 2000 р. займається юридичною практикою.
- З вересня 2002 по червень 2005 рр. — викладач, асистент кафедри аграрного, трудового і екологічного права юридичного факультету Волинського державного університету.
- З жовтня 2003 року отримав свідоцтво про право на зайняття адвокатською діяльністю [Архівовано 27 листопада 2018 у Wayback Machine.], займається приватною адвокатською практикою, член Волинської обласної колегії адвокатів, член Асоціації правників України [Архівовано 18 березня 2022 у Wayback Machine.].
- З березня 2006 по червень 2009 рр. — член Волинської кваліфікаційно-дисциплінарної комісії адвокатури [Архівовано 15 березня 2022 у Wayback Machine.].
- З листопада 2010 по листопад 2015 рр. – депутат Луцької міської ради VI скликання.
- З вересня 2012р. по даний час – експерт Інституту Політичної Освіти [Архівовано 15 березня 2022 у Wayback Machine.].
- З лютого 2013р. — експерт Міжнародного республіканського інституту (International Republican Institute).
- З 12 липня 2016 по 10 січня 2017 рр. — Виконавчий директор, адвокат у Правовій групі «Смарт Солюшнз» (Smart Solutions Law Group).
- З 27 грудня 2016 року Директор виконавчий, т.в.о. Голови правління Приватного акціонерного товариства «Одеська кіностудія».
- 8 грудня 2017 року Загальними зборами акціонерів обраний на посаду Голови Правління Приватного акціонерного товариства «Одеська кіностудія».
- З січня 2023 року старший викладач кафедри кіно і телебачення Міжнародного гуманітарного університету.
- З жовтня 2023 року розпочав навчання для здобуття третього освітньо-наукового ступеня Доктора філософії (PhD) за спеціальністю "Публічне управління та адміністрування" у Національному університеті "Одеська політехніка"

## Автор книг
- Книга «Практичний курс депутата місцевої ради та його команди [Архівовано 21 січня 2022 у Wayback Machine.]» (International Republican Institute) (2013).
- Книга Андрія Осіпова у співавторстві з Олександром Солонтаєм «Постійні комісії як інструмент депутата місцевої ради [Архівовано 27 листопада 2018 у Wayback Machine.]» (Інститут Політичної Освіти).
- Книга колективу авторів Андрій Осіпов, Олександр Солонтай, Тарас Случик, Володимир Феськов «Як писати про місцеву владу [Архівовано 16 травня 2021 у Wayback Machine.]» (Інститут масової інформації).
- Книга «Чого не знає депутат? [Архівовано 27 листопада 2018 у Wayback Machine.]» (Інститут Політичної Освіти) (2016). У 2019 та 2023 роках книга перевидавалась, загальний наклад виданої книги за період 2016-2023 роки становить понад 20.000 примірників.
- Книга «Депутат та його команда [Архівовано 22 вересня 2020 у Wayback Machine.]» (International Republican Institute) (2016).
- Книга колективу авторів Олександр Солонтай, Тарас Случик, Андрій Осіпов, Іван Лукеря, Володимир Феськов «Контроль за владою — практичні інструменти [Архівовано 27 листопада 2018 у Wayback Machine.]» (International Republican Institute) (2017).  Цього ж року вийшла аудіоверсія цієї книги.
- Соціальний роман «З особливою жорстокістю [Архівовано 3 вересня 2019 у Wayback Machine.]», видавництво Корбуш (2019).
- Роман "Зґвалтоване кохання", видавництво "Саміт-Книга" (спеціальна відзнака  Міжнародного літературного конкурсу романів, кіносценаріїв, п’єс, пісенної лірики та творів для дітей "Коронація слова - 2020")
- Повість "Банальний сюжет" (гран-прі Першого всеукраїнського конкурсу прози «Особистий погляд», що проводився Національною асоціацією адвокатів України).
- Роман "Продана правда" (видавництво КСД, перевидання роману «Зґвалтоване кохання») 2023.
- Книга «Щоденник мого адвоката. Книга оповідань #1» (автор-упорядник) 2024.
- Нічний блюз (оповідання), опубліковано у АЛЬМАНАХУ Всевсвітнього клубу одеситів "Дерибасівська - Рішельєвська" № 96, 2024.

## Нагороди
- Орден рівноапостольного князя Володимира Великого ІІІ ступеню (Православна церква України, 2023).[джерело?]
- Лауреат муніципальної премії Одеського міського голови «Культурна столиця», нагороджений дипломом за великий творчий внесок у розвиток культури та мистецтва м. Одеси (2023).[джерело?]
- Видатний адвокат України (найвища відзнака для адвокатів, наказ Національної асоціації адвокатів України від 19.12.2024 року #20).[джерело?]

## Особисте життя
Батько Осіпов Олексій Андронікович (1952—2006). Мати Осіпова Олена Никанорівна (1956).[джерело?]
Батько трьох дітей — Маргарити, Магдалени та Марка.[джерело?]
З липня 2019 року проживає у м. Одеса.[джерело?]